# Nilka
Nilka (en mongol: Нялх, romanizado: Nilka, lit. 'bebé'; en chino, 尼勒克; pinyin, Ní'lkè; en uigur: نىلقا, romanizado: Nilqa) es un condado bajo la administración directa de la Prefectura Yili en la Región autónoma de Sinkiang, República Popular China. Su área es de 10 122 km² y su población total para 2010 superó los 157 mil habitantes.

## Administración
Desde octubre de 2019, el condado  Nilka se divide en 11 pueblos que se administran en 4 poblado, 6 villas y 1 villa étnica.